# リッジフィールドの戦い
リッジフィールドの戦い（英: Battle of Ridgefield）は、アメリカ独立戦争の1777年4月に、大陸軍とイギリス軍の間で行われた戦闘と一連の小競り合いの総称である。主たる戦闘は4月27日にコネチカットのリッジフィールド村で行われ、翌日にはリッジフィールドと現在のウェストポートに近い海岸線との間で小競り合いが起こった。
1777年4月25日、ニューヨーク植民地総督のウィリアム・トライアン少将の指揮するイギリス軍がコネチカットのフェアーフィールドとノーウォーク（現在のウェストポート）の間の海岸に上陸し、そこからダンベリーに向けて行軍した。そこでイギリス軍は小さな守備隊を追い散らした後に大陸軍の物資を破壊した。イギリス軍が動いているという報せが広まったとき、コネチカットの民兵隊指揮官達が行動に移った。デイビッド・ウースター少将、ゴールド・S・シリマン准将、およびベネディクト・アーノルド准将が大陸軍の正規兵と地元民兵を合わせておよそ700名の部隊を立ち上げ、イギリス軍に対抗しようとしたが、ダンベリーでイギリス軍が物資を破壊する前にそこに到着できなかった。その代わりに海岸に戻る途中のイギリス軍に対する攻撃にかかった。
4月27日、ウースター将軍に率いられた中隊が南に向かうトライアン部隊の後衛に2度攻撃を仕掛けた。その2度目の戦闘でウースターは致命傷を負い、5日後に死んだ。その後主戦闘がリッジフィールドで起こり、アーノルドの指揮する数百名の民兵がイギリス軍と対決し、町のメインストリートを駆けながらの戦いで追い返されたが、イギリス軍にはそこそこの損失を与えた。別の民兵隊が到着し、翌日にはイギリス艦隊が待っているコンポビーチに向かうイギリス軍への攻撃を続けた。アーノルドは民兵と幾らかの大砲を集結させ、イギリス軍の上陸点近くでイギリス軍に対して抵抗したが、その陣地が側面を衝かれ、イギリス軍の砲撃と銃剣突撃によって部隊は散り散りになった。
イギリス軍の遠征は戦術的には成功した形になったが、これを追いかけた行動でコネチカットのパトリオットの支援を固めることになった。イギリス軍はその後も2度コネチカットの海岸に近い町を襲った（1779年のトライアンの襲撃と1781年のイギリス軍に寝返ったアーノルドによる襲撃）が、内陸部深く入るような襲撃を行うことはなかった。

## 背景
アメリカ独立戦争の初めの2年間でコネチカットは闘争の現場になってはいなかった。北に隣接するマサチューセッツでは1775年4月にこの戦争そのものが始まり、西のニューヨークでは1776年秋の作戦でニューヨーク市がイギリス軍に占領されていた。ニューヨークを占領するイギリス軍の総司令官ウィリアム・ハウ少将は1777年の作戦として反乱軍の首都フィラデルフィアを占領することを主目的とする構想を描いていた。ニューヨーク市防衛のために残された部隊には、元ニューヨーク植民地総督ウィリアム・トライアンの指揮下に植民地兵3,000名の1個旅団が含まれていた。トライアンは1777年春に「植民地軍の少将」に暫定昇進を果たしていた。ハウの作戦では、トライアンに「ハドソン川沿いで行動し、あるいは事情が許せばコネチカットに入る」権限を与えていた。トライアンはその作戦シーズンの初期行動として、コネチカットのダンベリーにある大陸軍補給所の襲撃を命じられた。ハウはその補給所の存在をインディアン代理人ガイ・ジョンソンのスパイ活動を通じて知っており、その以前にもニューヨークのピークスキルにある大陸軍の補給所を襲撃して成功を収めていた。
12隻の輸送船、1隻の病院船および幾隻かの小型舟艇からなる艦隊が編成され、ヘンリー・ダンカン海軍大佐の指揮に委ねられた。上陸部隊は第4、第15、第23、第27、第44および第66歩兵連隊から集められた1,500名の正規兵と、モンフォール・ブラウンが指揮するプリンス・オブ・ウェールズ・アメリカ連隊のロイヤリスト300名、および第17軽竜騎兵連隊の小部隊で構成され、総指揮はウィリアム・アースキンとジェイムズ・アグニュー各将軍が執った。作戦全体の指揮はトライアン将軍であり、艦隊は1777年4月22日にニューヨークを出港した。

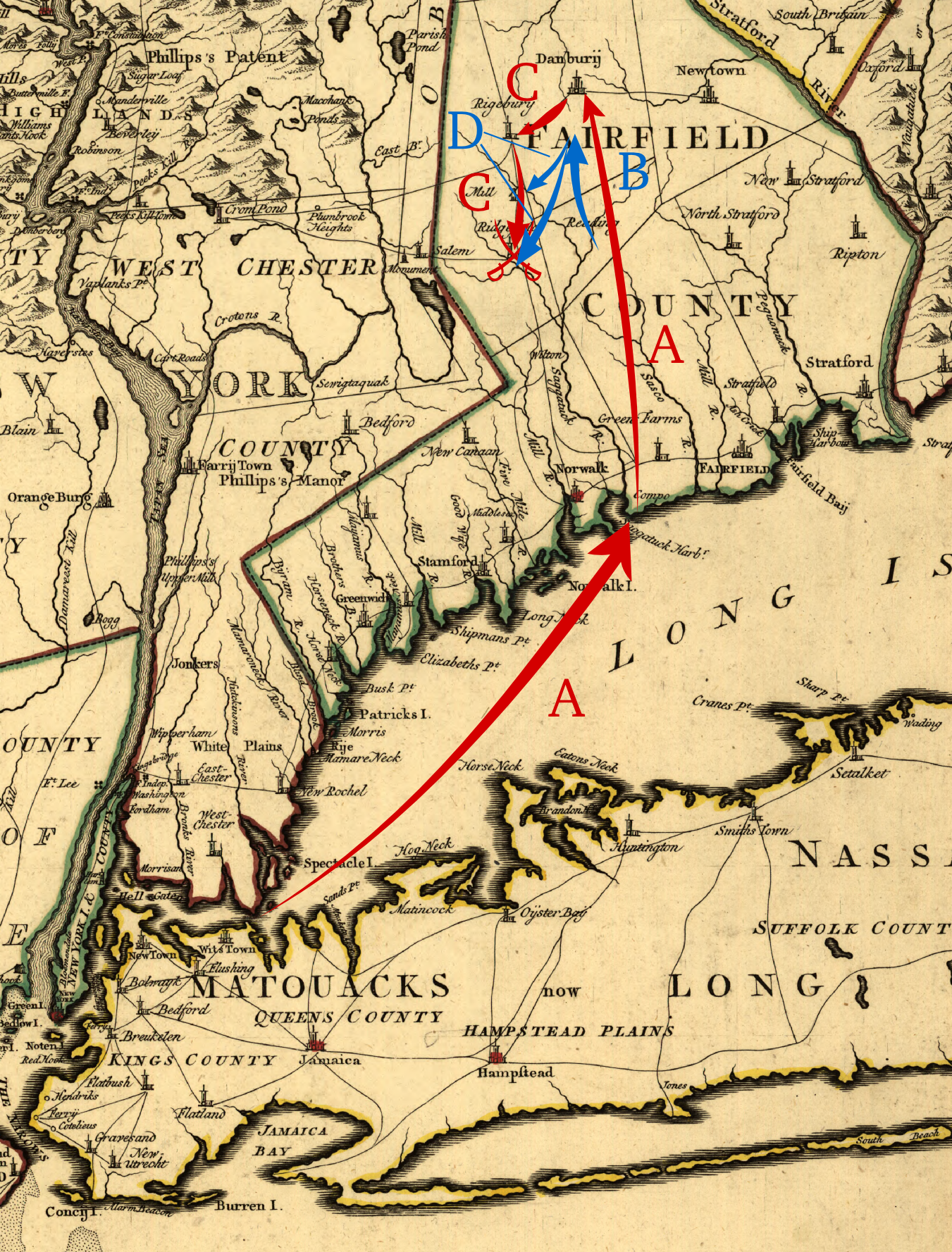
戦闘まえの両軍の動きを示す1780年の地図
A: イギリス軍のダンベリーへの行軍
B: 大陸軍のダンベリーへの動き
C: イギリス軍のリッジフィールドへの移動
D: 大陸軍のリッジフィールドへの移動（上の矢印はウースター隊、下の矢印はアーノルド隊）

ダンベリー補給所は1776年に第二次大陸会議の命令で設立されており、主にハドソン川流域に位置する部隊に補給していた。1777年4月、大陸軍はその年の作戦のために連隊を集結させ始めていた。トライアンの遠征隊がコネチカット海岸に上陸したとき、ダンベリーには土地の住人で民兵大佐のジョセフ・プラット・クックが指揮する約50名の大陸軍正規兵と100名の民兵が守っていた。

## ダンベリー
ダンカンは4月25日にソーガタック川河口に艦隊を停泊させ、トライアンの部隊はその東岸、現在のウェストポートだが当時はフェアフィールドに属していたコンポポイントと呼ばれる場所に上陸した。上陸部隊は続いて内陸に約8マイル (13 km) 進み、現在ウェストンに属する地域で宿営した。行軍は翌日も続き、その日午後早くにダンベリーに到着した。この部隊は物資を移動させようとしていたクックの守備隊を蹴散らし、小競り合いの中で少なくとも3名を殺し、2名を捕虜にした。翌朝早く、イギリス軍は出発前に豚肉、牛肉および小麦粉の樽4,000ないし5,000、靴5,000足、穀物2,000ブッシェル、テント1,600張、などの物資を破壊した。この部隊はかなりの量のラム酒も消費したと伝えられている。
イギリス艦隊はノーウォークを過ぎたときに最初に目撃されていた。イギリス軍が上陸したときパトリオットの伝令がダンベリーと地元民兵指揮官達に警告するために派遣された。デイビッド・ウースター少将とベネディクト・アーノルド准将は伝令が4月26日に到着したときにはニューヘイブンにいた。ウースターは即座に地元民兵をフェアフィールドに派遣した。ウースターとアーノルドがフェアフィールドに到着すると、フェアフィールド郡民兵隊の指揮官シリマン将軍が、立ち上がれる民兵なら誰でもできるだけ速く付いて来いという命令を残して既にレディングに向けて発進していることを知った。ウースターとアーノルドも即座にその方向に動いた。シリマンは志願兵を含め、約500名の民兵と100名の大陸軍正規兵を集めていた。伝令による警告はピークスキルまでも届いており、そこではアレクサンダー・マクドウガルがそこに駐屯する大陸軍兵を動員して、トライアン軍がニューヨークのウェストチェスター郡に入った場合にこれを阻止しようとしていた。この部隊は篠付く雨の中をダンベリーにむけて進発した。午後11時までにダンベリーの手前僅か約2マイル (3 km) のベセルまで到着した。この部隊の持っていた火薬が塗れて戦闘できなかったために、その夜はダンベリーに押し寄せるよりもそこで夜を過ごす道を選んだ。

## リッジフィールド

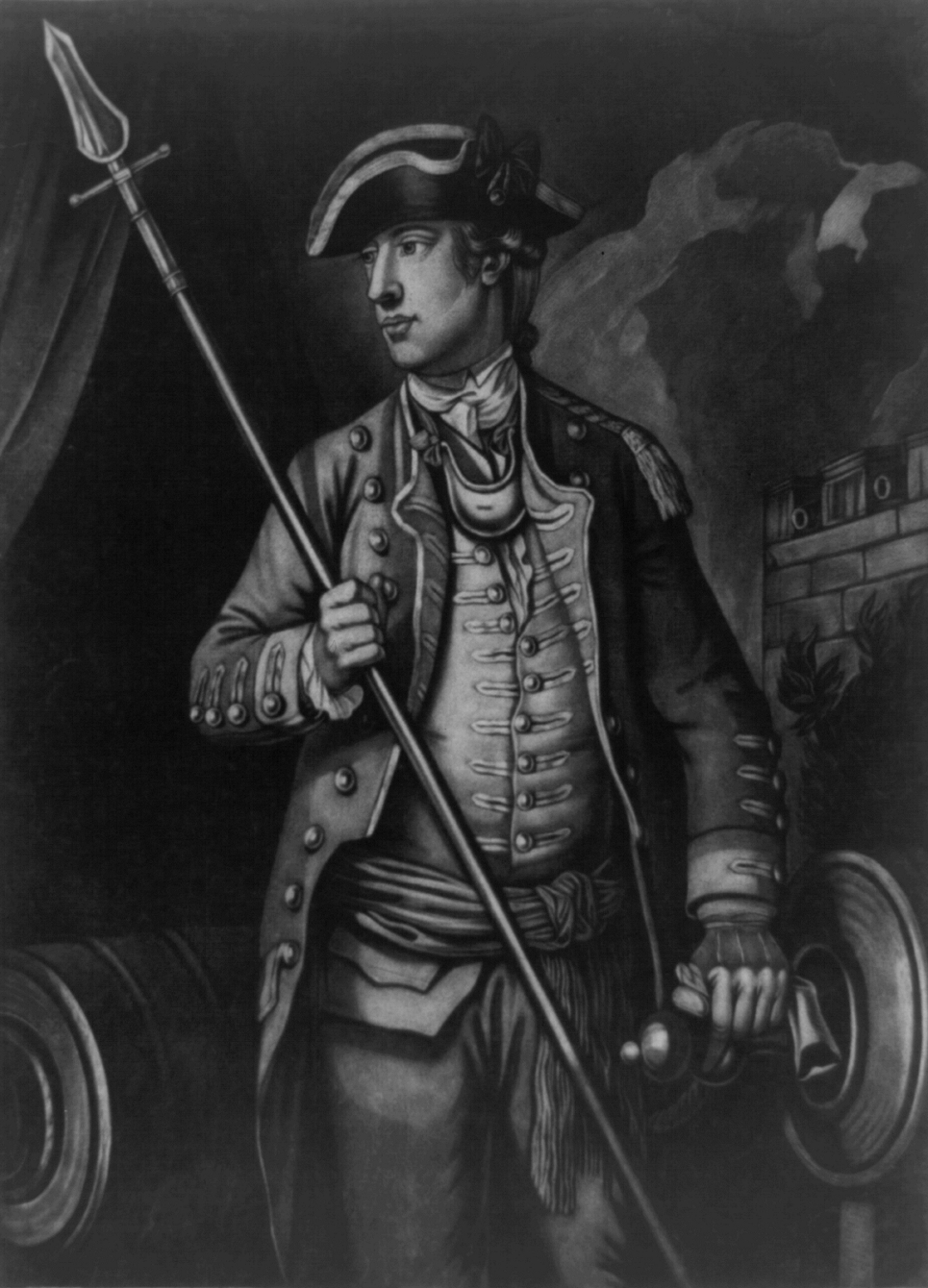
デイビッド・ウースター少将、1776のトマス・ハートによるメゾチント

トライアンは4月27日午前1時に大陸軍がベセルに居るという報に接し、もう1日ダンベリーに滞在しようという短慮を切り捨てた。トライアンは兵士達を起こしパトリオットの家屋を燃やすように命じた。全体で20以上の建物が破壊された。部隊は夜明け頃にダンベリーを発ちウースター将軍の部隊を避けるために南のリッジフィールドの村の方角に移動した。ウースター将軍は優勢な援軍が到着するまでトライアンの部隊を遅らせることができればと期待して、その部隊を2つに分けた。主力部隊は約400名でありアーノルドおよびシリマン各将軍と共に田園部を抜けてリッジフィールドに向い、そこで別の100名の民兵隊と落ち合って町を抜ける道路に出来合いのバリケードを構築した。ウースター将軍は自ら残り200名を率いてイギリス部隊の後を追った。その動きは、少なくとも1つの橋を壊すことなどイギリス軍の動きを遅らせる障害を作った地元パトリオットによって支援された。ウースターは急襲攻撃の利点を活かして、リッジフィールドの北約3マイル (5 km) で朝食を摂るために休憩していたトライアン軍の後衛を襲った。ウースター隊はこの最初の交戦で少なくとも2名のイギリス兵を殺し、約40名の捕虜を取り、その後は後退して近くの森の中に隠れた。ウースターは1時間後にも再度攻撃したが、このときはイギリス軍も備えができておりその後衛に3門の大砲を据えていた。このとき67歳のウースターは兵士を鼓舞して「さあ兵士達よ。敵のメクラ射ちに怖気づくな」と叫んだ後に致命傷を負った。そこはリッジフィールの町の中心から2マイル (3 km) の地点だった。部下の経験の足りない民兵達は混乱の中にばらばらになった。ウースターはその5日後にネヘミア・ディブルの家で亡くなった。その家はトライアン将軍がダンベリーの宿舎に使ったものだった。ウースターの今際のことばは「私は死にゆく。しかし私の邦が独立できるだろうという強い期待と信念を持って。」と伝えられている。ウースター隊がイギリス軍を攻撃したことで、アーノルドとシリマンの部隊はリッジフィールドで俄か作りの防衛陣地を構築する時間ができた。
イギリス軍はその日の午後にリッジフィールの町の中心北端に据えられたアーノルド隊のバリケードの前に到着した。トライアンはそのバリケードに1時間の砲撃を行わせた後、大陸軍陣地の両側面を探るために分遣隊を派遣した。シリマン将軍はこの動きを予測して、両側面に部隊を配置していたので、これが最初の攻撃を鈍らせた。大陸軍の勢力は3対1で劣勢だったので、トライアンは大砲の援護射撃の下で600名の部隊を含め、バリケード自体に対してアースキン将軍の指揮により3方向からの正面攻撃を選んだ。トライアンはアグニュー将軍に側面攻撃部隊を送るように指示し、その部隊の縦射がバリケードを突破することに役立った。イギリス軍はパトリオットの部隊を追って町の通りの長さ一杯に走りながら戦闘を行い、町を制圧した。大陸軍は12名が戦死、24名が負傷し、アーノルド将軍の命令下に撤退した。バリケードが破られた後で、アーノルドは部下と前進してくる敵軍との間に入り、乗っていた馬は9発のマスケット銃弾を受けた。馬が倒れ、アーノルドは馬具に絡みつかれてしまった。その結果もう少しで捕虜になるところだった。アーノルドは降伏を要求したイギリス兵を殺し、足に軽傷を負っただけでなんとか戦場から脱出することができた。

## イギリス軍の艦隊への帰還
その夜イギリス軍はリッジフィールドの直ぐ南で野営を行い、翌朝6軒の家屋とエピスコパル教会（パトリオットの物資倉庫と野戦病院に使われていた）に火をつけてから出発した。その夜の間に民兵達は大陸軍のジェデディア・ハンティントン大佐の下に再結集し、コネチカットから民兵がさらに到着し、ヘンリー・ルーディントン大佐の指揮下に隣接するニューヨークのダッチェス郡の民兵隊も到着したので総勢は約500名になった。この部隊が翌朝南に移動するイギリス部隊に群れ集まって嫌がらせをする様は、アメリカ独立戦争が始まったときのレキシントン・コンコードの戦いで退却するイギリス軍に群れ集まった民兵の姿に似ていた。民兵は手ごろな石壁、樹木および建物の陰から、コンポビーチに向かって後退するイギリス軍部隊に絶え間なく発砲していた。

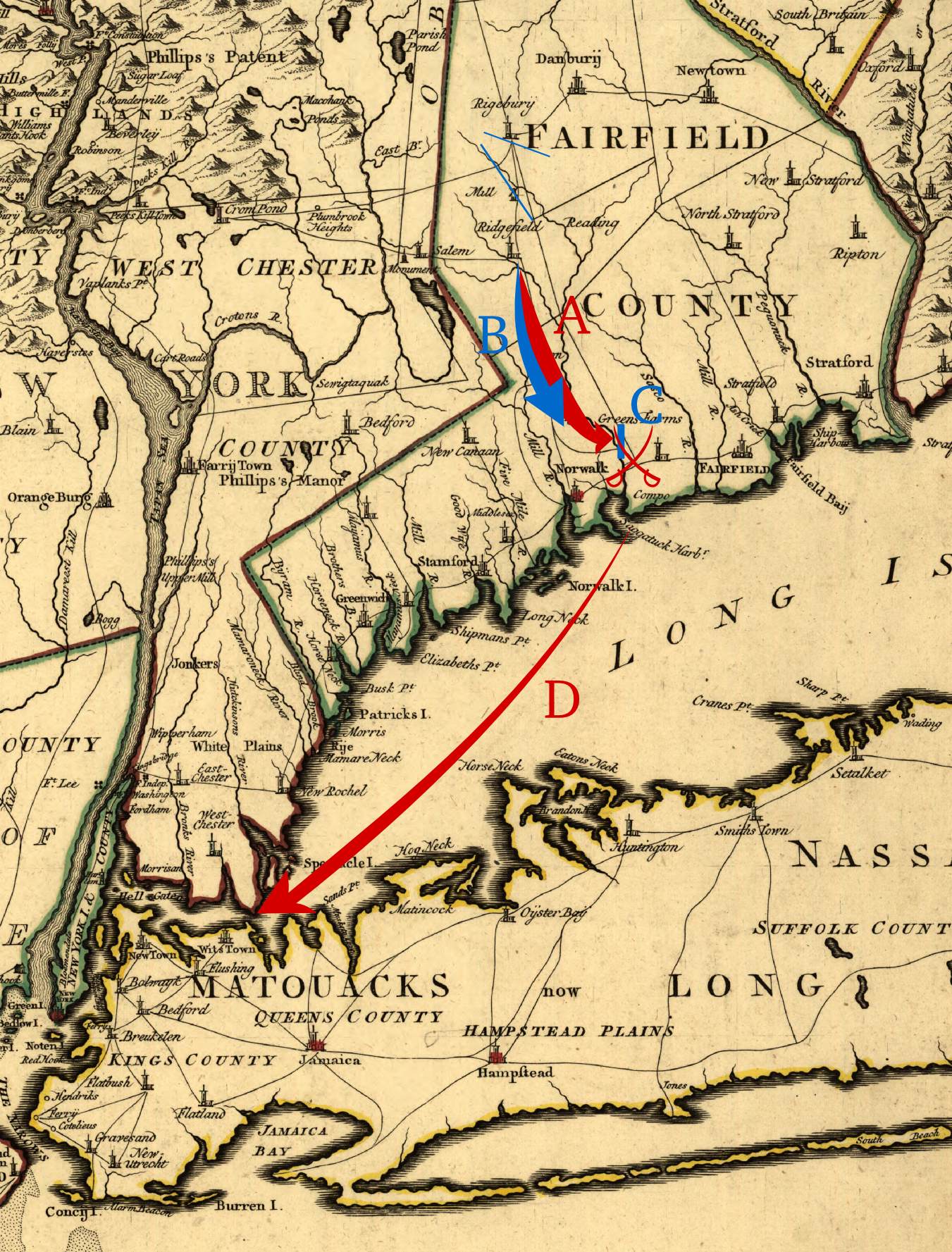
リッジフィールドの戦い後の動きを追記した1780年の地図:
A: イギリス軍の海岸への動き
B: 大陸軍がイギリス軍に嫌がらせをする動き
C: イギリス軍が海岸に出るのを遮ろうとしたアーノルドの陣地
D: イギリス軍のニューヨーク市への帰路

一方アーノルド将軍はさらに南で約500名の援軍を集めており、この中にはジョン・ラム大佐の率いる大陸軍砲兵中隊も含まれていた。アーノルドはソーガタック川を越えて海浜に向かう道路を見下ろすコンポヒルの上に強固な陣地を構えてから、イギリス軍の到着を待った。トライアンの部隊はアーノルドの陣地からかなり上流でソーガタック川を渉った。このことでアーノルドと、このときはシリマンが率いていた民兵の追跡部隊は、イギリス軍が海浜に到着するまえに罠に嵌めようとすることになった。しかし、イギリス軍は全速で移動したので、高地を確保することができ、しかも乗船を援護するために上陸してきた新しい部隊と合流できた。アーノルドは自隊にイギリス軍を攻撃する準備をさせたが、アースキンの部隊による時機を得た銃剣突撃が、ラムの砲兵隊の決死の行動やアーノルドの部隊を鼓舞しようという試みに打ち勝って陣形を突破した。この小競り合いの中でアーノルドが乗っていた2頭目の馬も撃たれた。またラムも負傷した。イギリス軍は首尾よく乗船し、ニューヨークに向けて出帆した。
イギリス軍の公式報告書では26名が戦死、117名が負傷、29名が不明となっていた。「ペンシルベニア・ジャーナル」は1777年5月14日版で、イギリス軍の損失は14名の兵士が戦死、10名の士官と80名の兵士が負傷と報じていた。「ニューヨーク・ガゼット」は1777年5月19日版で40名のイギリス兵が大陸軍の捕虜になったというパトリオットの証言を掲載していた。一方ダグラス・サウスオール・フリーマンはイギリス軍の損失を戦死負傷合わせて154名と記していた。
大陸軍は約20名が戦死、40なし80名が負傷とその損失を報告していた。ただし、イギリス軍はその報告書で、100名以上のアメリカ兵が戦死、250名以上が負傷したと主張していた。またラム大佐が戦死したとも報告していたが、ラムは戦場で死んだと思われるほどの重傷を負っただけで死んではいなかった。

## 戦闘の後
トライアンによるダンベリー襲撃とリッジフィールドでの戦いは、戦術的にはイギリス軍の勝利だが、大陸軍による抵抗とその後この地域でパトリオット民兵の徴兵が進んだことにより、この戦争の残り期間にイギリス軍が再度艦船から上陸し内陸の植民地軍の強固な地域に侵攻するような試みを控えさせた。コネチカット西部はハドソン川流域を押さえるために戦略的に重要だったが、コネチカットの内陸で作戦を展開することもなかった。

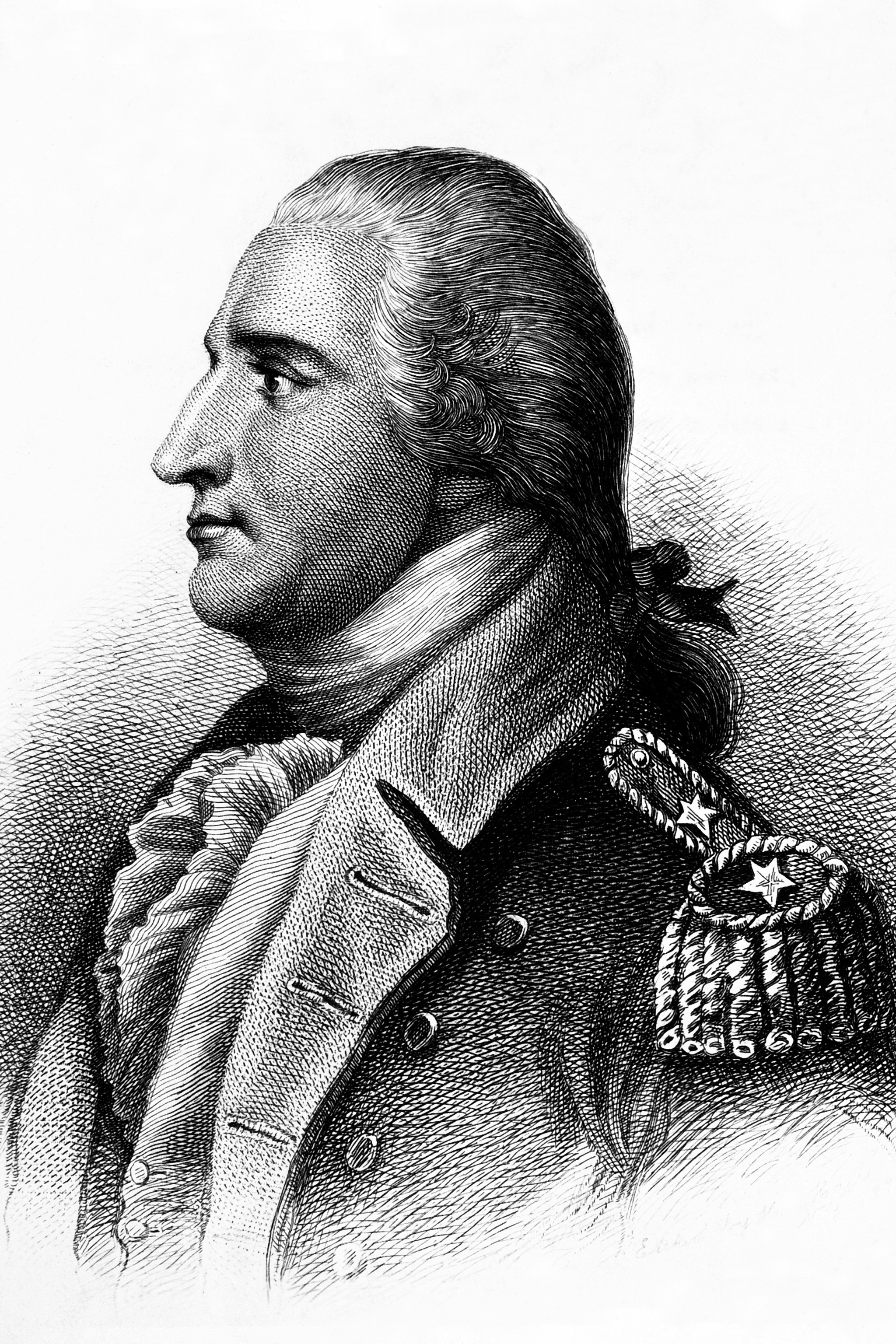
ベネディクト・アーノルド将軍
ジョン・トランブルが描いた絵をH・B・ホールが版画に写したもの

イギリス軍は少なくとも19軒の家屋と22軒の店と納屋を破壊し、多くの軍需と医療の物資も破壊した。町の推計ではこの遠征で16,000ポンド以上の被害が出されたので、大陸会議にその弁償を請求した。大陸会議はこれに応えて町の選抜された者たちに500ポンドの手形を発行した。1787年にはコネチカット州議会に別の請求が行われ、現在のオハイオ州サンダスキーを含むオハイオ領土の土地で購われることになった。
この襲撃は地域のパトリオットに対する支援を増すことになり、それ以前は中立だった地域においてトライアンがパトリオットに対して得た短期間の有利さも打ち消すことになった。トライアン軍がコンポビーチから立ち去ってから間もなく、約3,000名のコネチカット市民が大陸軍予備隊に参加した。1777年5月、リターン・ジョナサン・メグス中佐がコネチカットからイギリス軍のニューヨーク植民地サグハーバー陣地に報復攻撃を行った。コネチカットは後の1777年9月と10月に行われた重要なサラトガの戦いでイギリス軍のジョン・バーゴイン中将が率いる部隊を破るために、ホレイショ・ゲイツ少将を支援する騎兵1個中隊と歩兵2個連隊を派遣した。またハドソン川のピークスキルを防衛するために民兵の中隊（複数）も派遣した。トライアンは1779年に再度コネチカットを襲撃したが、その範囲は港町に限られたものだった。イギリス軍が最後にコネチカットを襲ったのは、皮肉なことにイギリス側に寝返った後のベネディクト・アーノルドが率いたものだった。1781年にアーノルドが率いたニューロンドンの襲撃は、グロトンハイツで民兵隊の頑強な抵抗にあった。
ベネディクト・アーノルドはこの戦闘における役割を評価されて褒賞を受けた。アーノルドはニューヘイブンにいる家族を訪れた後、フィラデルフィアに移動して第二次大陸会議に対し、彼より若い将官が彼より前に少将に昇進になったことについて抗議した。リッジフィールドでの功績を評価されたアーノルドは少将への昇進を果たしたが、他の将官に対する序列は修復されないままになった。また「ダンベリーに対する先の行動で...その勇敢な行為に対する賞賛...の印として適切な馬具」を褒賞として与えられた。アーノルドの序列はサラトガでの処理に貢献した後で修復された。

## シビルの騎行
ダッチェス郡のヘンリー・ルーディントン大佐の16歳になる娘、シビル・ルーディントンはこの戦闘の前にパトリオットのために重要な役割を果たした。疲れ切った伝令がルーディントンの家にイギリス軍のダンベリー侵攻を知らせるために到着したとき、シビルは郡内を馬で回って地元の民兵に知らせる役を買って出た。この行動はレキシントン・コンコードの戦いの時のポール・リビアの騎行にも譬えられるものであり、雨の夜に40マイル(64 km) 以上も馬を騎り回し、パトリオットに警告し、ロイヤリストが部隊を立ち上げるのを避けさせるようにした。ルーディントンの部隊はリッジフィールドの戦いを支援するには到着が遅すぎたが、イギリス軍が海岸まで戻る途中で嫌がらせをした部隊には参加できた。

## 遺産

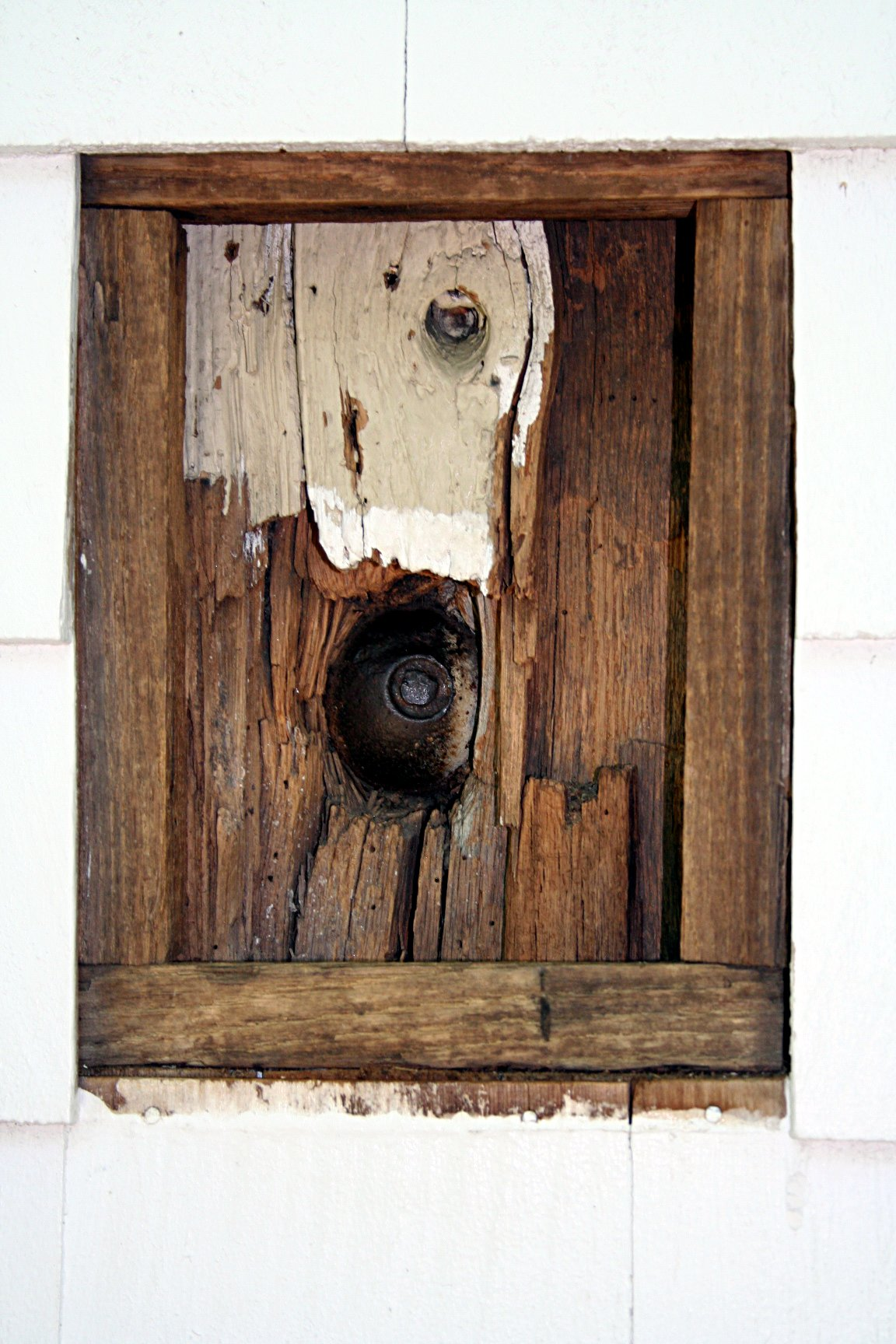
イギリス軍の砲弾、リッジフィールドのキーラー酒場の隅の柱に引っかかった

1877年からリッジフィールドの住人は戦いから25年ごとに行う記念行事と共に戦闘を記憶してきた。1908年には町の設立200周年に絡めて元コネチカット州知事フィネアス・C・ラウンズベリーのタウンストリート邸宅でまる一日の催しが捧げられた。1927年の戦いから150周年の行事ではジョージ・ラウンズベリー・ロックウェルの『リッジフィールドの歴史』が出版され、1976年のアメリカ合衆国建国200年祭には1年早く戦いから200周年の関連行事が行われた。200周年と225周年の行事には戦闘の再現が行われ、町のタウンストリート（現在のメインストリート）の一部が真実性を高めるために土で覆われた。
1854年、デイビッド・ウースターを称える記念碑がリッジフィールドに建てられた。キーラー酒場は現在博物館になっており、建物の側面にはめ込まれたままのイギリス軍の砲弾を展示している。町中の様々な重要地点に教育用の標識が立てられており、デイビッド・ウースターが致命傷を負った場所や、ベネディクト・アーノルドが撃たれた馬で動きが取れなくなった場所などを示している。バリケードがおかれた場所に近い石碑は、パトリオットとイギリス兵の遺骸が共に埋葬された場所を示している。ニューヘイブンでは公共広場がウースターに因んで名付けられており、またウースター通りもある。
この戦闘の様子はクリストファー・コリアとジェイムズ・リンカーン・コリアの共著でニューベリー賞を受賞した『私の兄弟サムが死んだ』に叙述されている。

## 関連図書
- Collier, James Lincoln; Collier, Christopher (1989). My Brother Sam is Dead. New York: Scholastic Paperbacks. ISBN 9780590427920. OCLC 180749953
- Rockwell, George Lounsbury (1979) [1927]. The History of Ridgefield, Connecticut. Harrison, NY: Harbor Hill Books. ISBN 9780916346379. OCLC 5410954

座標: 北緯41度18分19秒 西経73度30分5秒 / 北緯41.30528度 西経73.50139度